# Oliver Twist (miniserie de 1999)
Oliver Twist es una miniserie británica de 1999 dirigida por Renny Rye y protagonizada por Sam Smith, David Ross y Julie Walters. 
La miniserie es una adaptación de la novela Oliver Twist de Charles Dickens. También cabe destacar, que es una de más de 25 adaptaciones de esta novela.

## Argumento
Oliver Twist es un niño huérfano. Un día encuentra alojamiento con un empresario. Sin embargo, cuando una persona más vieja lo molesta, él huye y se va a Londres.
Una vez allí, es acogido por un ladrón y líder de una pandilla que le instruye. A través del hombre rico señor Brownlow, Oliver se acerca a su identidad. Es el hijo de unos padres ricos. Sin embargo él sólo podrá aceptar la herencia de los Leeford si muestra buen carácter y buenos modales.

## Reparto
| Actor                | Personaje          |
| -------------------- | ------------------ |
| Annette Crosbie      | Sra. Bedwin        |
| Marc Warren          | Monks              |
| Michael Kitchen      | Sr. Brownlow       |
| Lindsay Duncan       | Elizabeth Leeford  |
| Julie Walters        | Sra. Mann          |
| David Ross           | Sr. Bumble         |
| Sam Smith            | Oliver Twist       |
| John Grillo          | Sr. Grimwig        |
| Charlotte Le Moignan | Joven Rose Fleming |
| Emily Woof           | Nancy              |
| Robert Lindsay       | Fagin              |
| Andy Serkis          | Bill Sikes         |
| Alex Crowley         | Artful Dodger      |
| Keira Knightley      | Rose Fleming       |
| Isla Fisher          | Bet                |
| Roland Manookian     | Charley Bates      |

## Producción
La miniserie fue filmada en Inglaterra y en la República Checa. Costó 5 millones de libras en hacerse.

## Recepción
La miniserie tuvo un claro éxito de audiencia.
Hoy en día la miniserie ha sido valorada en portales cinematográficos. En IMDb, por ejemplo, con 860 votos registrados, la miniserie obtiene una media ponderada de 7,6 sobre 10. En cuanto a La Vanguardia el 63 % de los usuarios registrados en ese periódico le dan una valoración positiva al filme.